# キャイ〜ンの家電ソムリエ
『ヨドバシカメラpresents キャイ〜ンの家電ソムリエ』（キャイ〜ンのかでんソムリエ）は、九州朝日放送（KBCラジオ）の制作により、NRN6局（うち5局は基幹局、関東広域圏ではニッポン放送）ネットで放送していたラジオ番組である。ヨドバシカメラの一社提供。

## 概要
- 2009年4月12日放送開始。番組開始当初は俳優の細川茂樹がパーソナリティを担当していた[2]。同じKBC発・NRN基幹局向けに放送していた『細川茂樹の株式講座』の終了に伴う後番組の位置づけとして2009年4月12日より放送を開始した。
- 家電愛好家として名をはせる細川が、聞き手役のSデスク（日経BP社・nikkei TRENDYnet副編集長 佐々木淳之）と、執事ササキjinkeケンジ（ジンケトリオ代表取締役 佐々木健二）を相手に毎回様々な家電製品についての豆知識を判りやすく説明する。
- インフォマーシャルでは細川が、それぞれの地域ごとに差し替えたヨドバシカメラ店舗からの案内を放送する。
- 前番組から、東海ラジオ・朝日放送でのネットが終了された代わりに東北放送・毎日放送（当時はラジオ事業分社前）でネットが開始された。東海ラジオで放送されていないのは、番組開始当初愛知県内にヨドバシカメラの店舗がなかったため[3]。
- 後にヨドバシカメラの店舗が開店した前出の東海ラジオの他、新潟県（新潟放送）・福島県（ラジオ福島）・栃木県（栃木放送）・山梨県（山梨放送）は県内にヨドバシカメラの店舗があるにもかかわらずネットされていない[4]。
- 2010年6月28日を以て細川が降板[5]。2010年7月4日よりキャイ〜ン（ウド鈴木・天野ひろゆき）がパーソナリティを担当する。番組後半のインフォマーシャルは2人で担当しているが、大半は天野が1人で読み、締めの「お待ちしています」という挨拶のみ2人で読むスタイルとなっている。
- 2011年4月から京都府（KBS京都）での放送が開始された[6]。

## ネット局
| 放送対象地域   | 放送局名        | 放送日 | 放送時間      | 備考                                    |
| -------------- | --------------- | ------ | ------------- | --------------------------------------- |
| 福岡県         | 九州朝日放送    | 日曜日 | 11:50 - 12:00 | 制作局、『KBC Sanday Music Hour』に内包 |
| 北海道         | STVラジオ       | 日曜日 | 8:45 - 8:55   |                                         |
| 宮城県         | 東北放送（TBC） | 日曜日 | 11:30 - 11:40 |                                         |
| 京都府、滋賀県 | 京都放送（KBS） | 日曜日 | 9:30 - 9:40   | 『日曜ワイド われら夢の途中』に内包     |
| 近畿広域圏     | MBSラジオ       | 日曜日 | 12:50 - 13:00 |                                         |
| 関東広域圏     | ニッポン放送    | 土曜日 | 10:50 - 11:00 | 1日先行                                 |